# Теорія суспільного вибору
Теорія соціального вибору (англ. public choice theory) або соціальний вибір — теоретична основа для аналізу об'єднання індивідуальних думок, переваг, інтересів чи добробуту для досягнення колективного рішення або соціального благополуччя в деякому сенсі.
Нетеоретичним прикладом колективного рішення є прийняття закону або зводу законів відповідно до Конституції.
Теорія соціального вибору сходить до формулювання парадоксу Кондорсе. Книга «Суспільний вибір та індивідуальні переваги» Кеннета Ерроу (1951) і теорема Ерроу в цілому визнаються основою сучасної теорії соціального вибору.
На додаток до Теореми Ерроу та парадоксу голосування, теорема Гіббард-Саттерсвейта, теорема Кондорсе про присяжних, теорема медіанного виборця і теорема Мея є одними з найбільш відомих результатів теорії соціального вибору.
Соціальний вибір поєднує в собі елементи економіки добробуту і теорії голосування. Вона методологічно індивідуалістична, оскільки об'єднує переваги і поведінку окремих членів суспільства.
Використовуючи елементи формальної логіки для узагальнення, аналіз виходить з набору аксіом соціального вибору, що здаються розумними для формування функції соціального забезпечення (або конституції).
Результати розкрили логічну несумісність різних аксіом, як в теоремі Ерроу, розкриваючи проблему агрегації і пропонуючи переформулювання або теоретичне сортування в відкиданні деяких аксіом.
У більш пізніх роботах також розглянуті підходи до компенсації і справедливості, свободи і права, аксіоматичні домену обмежень на переваги з агентів, змінна популяцій, стратегії, захист соціально-вибір механізмів, природних ресурсів, можливості і функції, і добробуту, справедливості, і злиднів.
Теорія соціального вибору і теорія суспільного вибору можуть перетинатися, але не збігатися, якщо їх тлумачити вузько. Класифікаційні коди журналу економічної літератури поміщають соціальний вибір під мікроекономіку в JEL D71 (з клубами, комітетами і асоціаціями), тоді як більшість підкатегорій суспільного вибору знаходяться в JEL D72 (економічні моделі політичних процесів: пошук ренти, вибори, законодавчі органи і поведінку під час голосування).

## Міжособистісне порівняння корисностей
Теорія соціального вибору залежить від здатності агрегувати, або підсумовувати, індивідуальні переваги в об'єднану функцію соціального забезпечення. Індивідуальні переваги можуть бути змодельовані в термінах функції економічної корисності. Здатність підсумовувати функції корисності різних індивідів залежить від того, наскільки функції корисності можна порівняти між собою; неформально переваги індивідів повинні вимірюватися одним і тим же критерієм. Тоді здатність створювати функцію соціального забезпечення у вирішальній мірі залежить від здатності порівнювати функції корисності. Це називається міжособистісним порівнянням корисностей.
Слідом за Єремією Бентамом утилітаристи стверджували, що переваги і функції корисності індивідів є межличностно порівнянними і тому можуть бути складені разом, щоб отримати міру сукупної корисності. Утилітарна етика вимагає максимізації цієї сукупності.
Лайонел Роббінс задавався питанням, чи можуть психічні стани і корисності, які вони відображають, бути виміряні і, тим більше, міжособистісні порівняння корисності, а також теорія соціального вибору, на якій вона заснована. Розглянемо, наприклад, закон зменшення граничної корисності, відповідно до якого корисність доданого кількості блага зменшується з кількістю блага, яке вже знаходиться у володінні індивіда. Він використовувався для захисту передачі БАГАТСТВА від «багатих» до «бідним» на тій підставі, що перші не отримують такий же користі, як другі від додаткової одиниці доходу. Роббінс (Robbins, 1935, PP.138–40) стверджує, що це поняття знаходиться за межами позитивної науки; тобто не можна виміряти зміни в корисності когось іншого, і це не потрібно позитивної теорією.
Апологети міжособистісного порівняння корисності стверджують, що Роббінс претендував на занадто багато. Джон Харсані згоден з тим, що повна порівнянність психічних станів, таких як корисність, ніколи не можлива, але вважає, однак, що люди здатні робити деякі міжособистісні порівняння корисності, тому що вони мають деякі загальні передумови, культурний досвід і т. Д. В прикладі з Амартія сіном (1970, с. 99) можна сказати, що імператор Неронвигода від спалення Рима була переважені втратою, понесеної іншими римлянами. Таким чином, Джон Харсані і Сен стверджують, що принаймні часткова сумісність корисності можлива, і теорія соціального вибору виходить з цього припущення.
Однак вересня вважає, що порівнянність міжособистісної корисності не обов'язково повинна бути частковою. Відповідно до теорії інформаційного розширення сіна, навіть повне міжособистісне порівняння корисності призвело б до соціально неоптимальному вибору, оскільки психічні стани податливі. Голодний селянин може мати особливо життєрадісний характер і таким чином отримувати більшу користь з невеликого доходу. Однак цей факт не повинен зводити нанівець його вимога про компенсацію або рівність в сфері соціального вибору.
Відповідно, соціальні рішення повинні ґрунтуватися на непереборних факторах. Sen пропонує міжособистісні порівняння корисностей, засновані на широкому діапазоні даних. Його теорія стосується доступу до переваг, що розглядаються як доступ індивіда до товарів, що задовольняє основні потреби (наприклад, продовольство), свободи (наприклад, на ринку праці) і здатності. Ми можемо приступити до прийняття соціальних рішень, заснованих на реальних змінних, і тим самим вирішити проблему фактичного положення і доступу до переваг. Метод інформаційного розширення сіна дозволяє теорії соціального вибору уникнути заперечень Роббінса, які виглядали так, як ніби вони постійно шкодять теорії соціального вибору.
Крім того, оскільки основоположні результати теореми про неможливість Ерроу та теореми Гіббард-Саттертуейт були отримані за допомогою багатьох позитивних результатів, спрямованих на обмеження області переваг індивідів, були роз'яснені такі теми, як оптимальне голосування. Початкові результати підкреслювали неможливість задовільного забезпечення функції соціального вибору, вільної від диктатури і неефективності в найзагальніших умовах. Пізніші результати знайшли природні обмеження, які можуть вмістити багато бажаних властивостей.